# Ludwig Compenius
Pour les articles homonymes, voir Famille Compenius.
Ludwig Compenius, né vers 1603 à Halle (Saale) et mort le 11 février 1671 à Erfurt, est un facteur d'orgues allemand et un fabricant de clavecins de la famille Compenius.

## Biographie
Fils du facteur d'orgue Heinrich Compenius le jeune, Ludwig Compenius est employé vers 1632 comme facteur d'orgues au chapitre de la cathédrale de Naumbourg. Après 1647, il est citoyen de la ville d'Erfurt. Son fils, Christoph Compenius, est maître de chant à Weimar.

## Réalisations remarquables (sélection)
| Année | Lieu          | Église                  | Photo | Clavier | Registre | remarques                                            |
| ----- | ------------- | ----------------------- | ----- | ------- | -------- | ---------------------------------------------------- |
| 1632  | Zeitz         | St. Nicolai             |       |         |          |                                                      |
| 1635  | Naumburg      | Cathédrale de Naumbourg |       |         |          |                                                      |
| 1647  | Gera          | Église Saint-Jean (de)  |       |         |          |                                                      |
| 1649  | Erfurt        | Predigerkirche          |       |         |          | Buffet conservé                                      |
| 1650  | Suhl          |                         |       |         |          |                                                      |
| 1652  | Siebleben     |                         |       |         |          |                                                      |
| 1652  | Erfurt        | Église Saint-Michel     |       |         |          | 1999/2000 reconstruit par l'entreprise Wilhelm Rühle |
| 1656  | Altenburg     | Église des frères       |       |         |          |                                                      |
| 1657  | Weimar        | Chapelle du château     |       |         |          |                                                      |
| 1662  | Naumburg      | Église Saint-Wenzel     |       |         |          | Agrandissement                                       |
| 1664  | Unterneustadt |                         |       |         |          |                                                      |
| 1664  | Cassel        | Église des frères       |       |         |          | Révision                                             |
| 1664  | Cassel        |                         |       |         |          | Révision                                             |
| 1667  | Apolda        | Église saint-Martin     |       |         |          | Révision                                             |

Ludwig Compenius construit aussi un clavecin pour l'église Saint-Thomas de Leipzig en 1670.